# Formiato de calcio
El formiato de calcio (denominado también formiato cálcico) es una sal cálcica soluble del ácido fórmico cuya fórmula es: Ca(HCOO)2. Suele emplearse en la industria alimentaria como un aditivo conservante y se denomina con el código: E 238.

## Propiedades
Es una sal muy soluble en agua, procedente del ácido fórmico: formiato. Posee propiedades similares a otros formiatos. Se suele encontrar comercializado en forma de polvo cristalino blanco. Su solubilidad permite que sea empleado como una fuente de aniones “formiato”: HCOO- así como de calcio. Es muy raro encontrarlo en forma mineral y, de hacerlo, se denomina formicaita.

## Usos
Se suele emplear como conservante alimentario en el procesado de alimentos para animales. Es empleado como conservante debido a sus propiedades bactericidas / bacteriostáticas, principalmente sobre las enterobacterias. El formiato cálcico se prepara igualmente en farmacología como un suplemento alimentario oral capaz de aumentar el calcio en la dieta, se suele administrar en dosis de 0.5 g a 3.0 g por día. Su administración es capaz de mejorar el equilibrio de calcio en el organismo, o así mismo mejorar las prestaciones de retención del calcio. En la construcción suele emplearse como aditivo en el cemento como un acelerador de la solidificación del mismo. Haciendo mayores efectos, a similares dosis, que el CaCl2